# Chiara Barcella
Chiara Barcella (Seriate, 31 luglio 1992) è una calciatrice italiana, centrocampista del Lumezzane.

## Carriera
Chiara Barcella si appassiona al calcio in giovanissima età e, dopo aver giocato con i maschietti nelle formazioni miste, raggiunti i limiti d'età decide di tesserarsi con l'Atalanta, avendo così l'opportunità di continuare la carriera nelle giovanili della squadra nerazzurra. Inserita nella formazione che partecipa al Campionato Primavera, riesce a mettersi in luce, ricevendo fiducia dalla società che decide di inserirla in rosa nella prima squadra nella stagione 2009-2010, facendo il suo debutto in Serie A il 15 maggio 2010, alla 22ª giornata di campionato, nella partita persa per 0-7 con il Graphistudio Tavagnacco, rimanendo l'unica occasione in cui venne impiegata dal tecnico Michele Zonca. Barcella vestirà la maglia nerazzurra anche i due campionati successivi, entrambe in Serie A2, fino al termine della stagione 2011-2012, che vede la società rinunciare a iscrivere la squadra per concentrarsi esclusivamente nel settore giovanile svincolando tutte le proprie atlete. Barcella si congeda dalla società con un tabellino di 4 reti siglate su 42 presenze in campionato.
Durante il calciomercato estivo 2012 trova un accordo con il Franciacorta per giocare nuovamente in Serie A2 dalla stagione entrante. La squadra, iscritta nel Girone B, si trova costretta a lottare per la salvezza, anche in virtù della riforma del campionato promossa dalla federazione per cancellare la Serie A2 dalla stagione successiva, promuovendo nuovamente la Serie B al secondo livello del campionato italiano di categoria. Alla sua prima stagione in neroverde, Barcella viene impiegata solo marginalmente, scendendo in campo in nove occasioni più nella partita di play-out vinta per 2-1 sul Trento Clarentia, contribuendo alla salvezza della squadra che si presenta nella nuova Serie B dalla stagione 2013-2014. Barcella rimane per tutto il 2014, iniziando con la squadra dell'omonima cittadina del bresciano la stagione 2014-2015, tuttavia durante il calciomercato invernale coglie l'occasione offertale dall'Anima e Corpo Orobica neopromossa in Serie A, la quale sta operando sul mercato per rinforzare il proprio organico nel difficile tentativo, visto il livello tecnico delle avversarie, di guadagnare la salvezza.
Barcella torna quindi a solcare i campi di Serie A il 20 dicembre 2014, indossando la maglia dell'Orobica nella partita persa con il San Zaccaria per 1-3 e dove segna la sua prima rete in Serie A, rete che rimarrà anche l'unica per tutto il prosieguo del campionato. Segue l'Orobica anche la stagione successiva, ritornata in Serie B per la retrocessione della squadra, e le due seguenti, con la società rinominata Orobica Bergamo, con l'ultima che vede la squadra conquistare la prima posizione nel girone B e accedere di conseguenza agli spareggi promozione.
Dopo 5 anni con la squadra bergamasca, a fine 2019 si trasferisce al Brescia, in Serie C. Ha giocato al Brescia per quattro stagioni consecutive, la prima in Serie C e poi in Serie B. Nell'estate 2023 si è trasferita al Lumezzane, partecipante al campionato di Serie C.